# Chicorée au kurde
 (juillet 2025).
Si vous disposez d'ouvrages ou d'articles de référence ou si vous connaissez des sites web de qualité traitant du thème abordé ici, merci de compléter l'article en donnant les références utiles à sa vérifiabilité et en les liant à la section « Notes et références ».

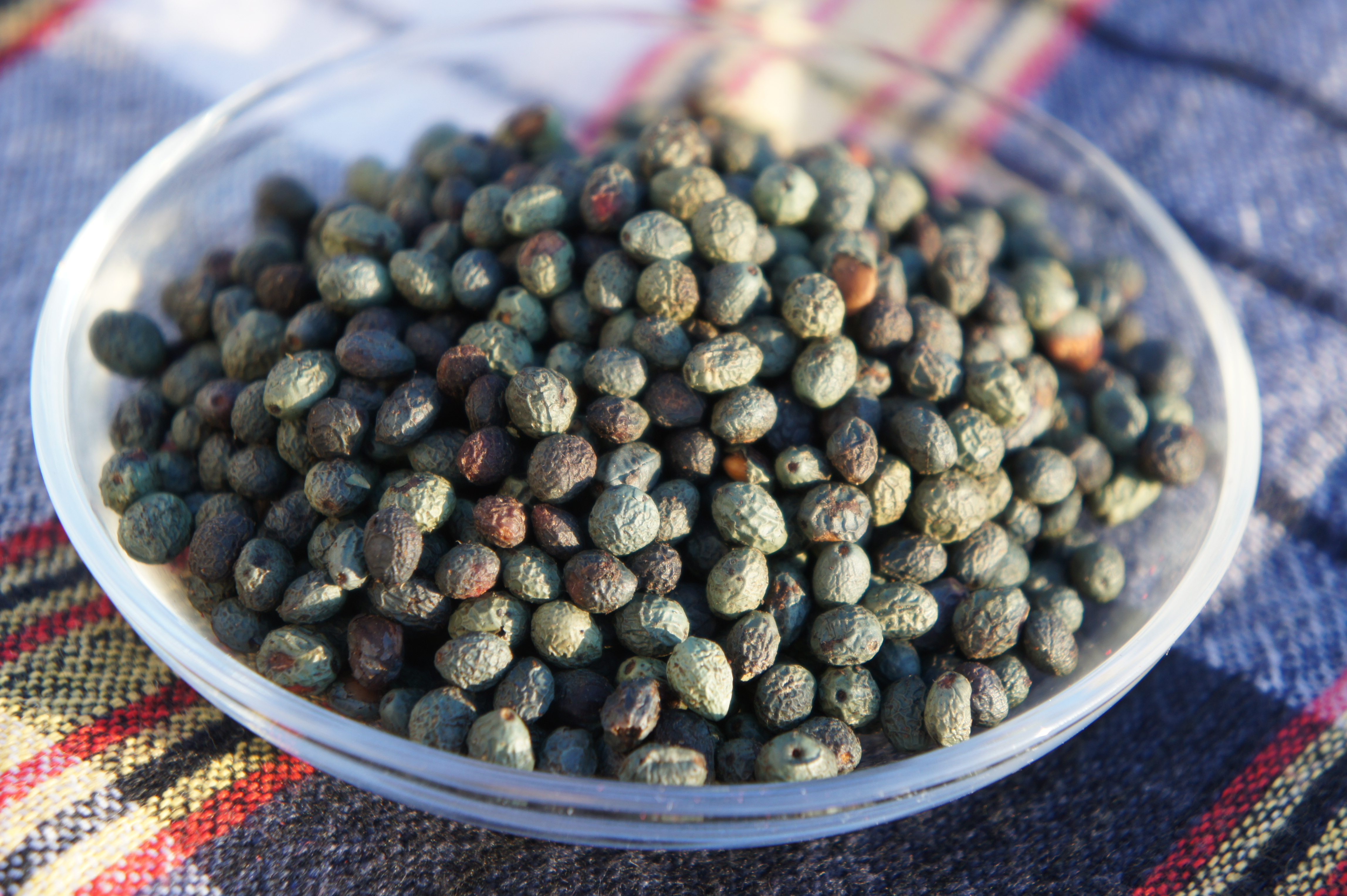
Pistaches térébinthes

Le chicorée au kurde aussi appelé menengiç kahvesi («café de pistachier térébinthe») est une boisson chaude née dans la région kurde aux sud-est de l’Anatolie. 

## Mode de préparation
Il est préparé avec des pistaches térébinthe (menengiç), qui viennent de pistachiers sauvages qu'il ne faut pas confondre avec des pistachiers vrais. Il se prépare de la même façon que le café Turc, en utilisant les pistaches à la place des grains de café. Puis cette boisson a été adoptée par les Ottomans et s’est répandue jusqu’en France où la marque Chicorée au Kurde était emballé et vendue. On peut aussi remplacer l'eau par du lait. 
Le café aux pistaches est courant dans deux régions de l’Anatolie : la région méditerranéenne et celle de la région kurde dans le sud-est de l’Anatolie.